# مسدس ماتيبا
مسدس ماتيبا الآلي Mateba Model 6 Unica (غالبًا ما يُعرف ببساطة باسم ماتيبا Mateba أو Mateba Autorevolver) هو مسدس نصف آلي يعمل بالارتداد ، وهو واحد من عدد قليل من هذا النوع تم إنتاجه على الإطلاق. تم تطويره من قبل شركة Mateba ، ومقرها في بابية، إيطاليا. المخترع إيميليو غيسوني (1937-2008)، اشتهر أيضًا بتصميم سلاح «تشيابا راينو» في وقت لاحق، مُدرج تحت براءة أختراع U.S. Patent 4٬712٬466 والتي توضح بالتفصيل كيفية تشغيل السلاح.

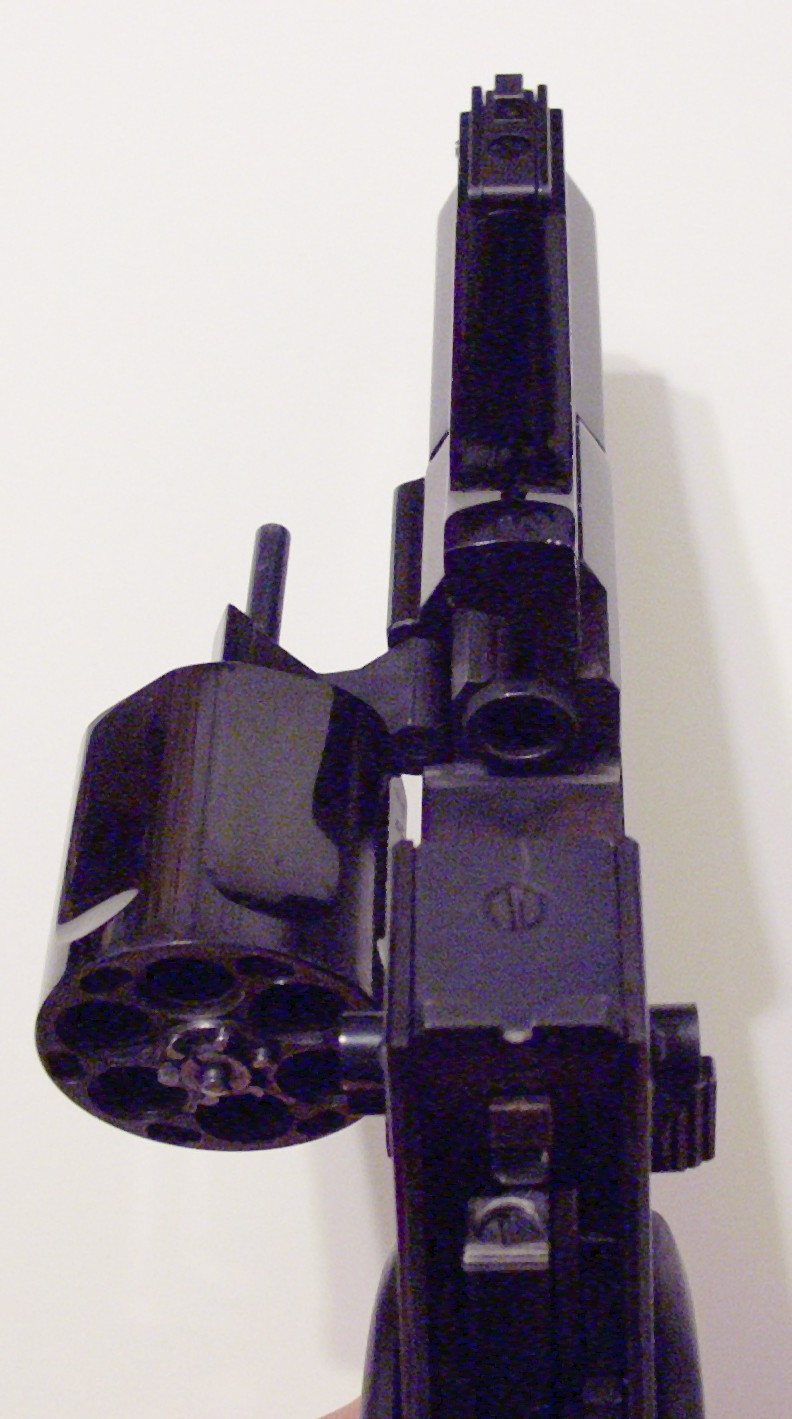
صورة خلفية لـماتيبا Unica 6.